# Sony SLT-A37
Sony Alpha SLT-A37 — обновлённая модель начального уровня серии зеркальных фотоаппаратов Sony Alpha SLT с полупрозрачным зеркалом, третье поколение в линейке моделей начального уровня. Фотоаппарат пришёл на смену Sony SLT-A35 и отличается новой версией 16-мегапиксельной матрицы, изменённой формой корпуса в месте хвата правой рукой, наличием ряда электронных функций и ЖК-экраном меньшего размера и с меньшим разрешением.
Фотоаппарат представлен 17 мая 2012 года, начало продаж намечено на июнь. Анонсированная стоимость — 600 долларов США за версию с объективом 18-55mm F/3.5-5.6 SAM и 800 долларов за версию с объективом 18-135mm F3.5-5.6 SAM.
С появлением этой модели вся линейка из четырёх SLT-моделей была приведена к единому технологическому уровню (поколение матриц, основные функциональные возможности), а фотоаппараты чётко разделены по функциональности.
В феврале 2013 года была представлена модель A58, которая заменила собой сразу два фотоаппарата: A37 и A57. Нишу фотоаппарата начального уровня «зеркального» типа занял беззеркальный фотоаппарат a3000 с креплением E, появившийся в августе 2013 года.

## Отличия от Sony SLT-A35
В целом изменения по сравнению с предшественником сводятся к тому, что новая модель получила современные технологии, ранее применённые в старших моделях A65 и A57, при этом использован более простой ЖК-экран. Стоимость A37 по сравнению с A35 уменьшилась на 100 долларов, а по сравнению с первой моделью линейки, A33, — на 150 долларов.

### Корпус и механика
SLT-A37 получила тот же корпус, что был у SLT-A35 и у двух самых первых моделей семейства SLT, A33 и A55. При этом форма выступа для правой руки была изменена: теперь он сильнее выдаётся вперёд, обеспечивая более удобный хват.
ЖК-дисплей, который у A33 мог поворачиваться в двух плоскостях, а у A35 стал фиксированным, у A37 наклонный и может отклоняться только вверх примерно на 135° или вниз на 55°.

### Электроника
В A37 использована 16-мегапиксельная матрица «Сони» второго поколения, при этом диапазон светочувствительности оставлен прежним, не изменилась и максимальная скорость съёмки — 5,5 кадров в секунду с автофокусировкой и 7 кадров в секунду с ручной фокусировкой.
По сравнению с A35 ухудшились параметры ЖК-экрана: его диагональ у A37 составляет 2,6 дюйма, а разрешение — 230 400 пикселей, в то время как у A35 трёхдюймовый экран имел разрешение 912 000 пикселей.

## Конкуренты
Близкие по характеристикам и стоимости модели других производителей — зеркальные фотоаппараты начального уровня Canon EOS 1100D, Nikon D3200, а также беззеркальные фотоаппараты начального уровня, такие как Samsung NX1000.

## Комплект поставки
Компания предлагает три основных варианта комплектации: 
SLT-A37K с объективом 18-55mm f/3.5-5.6 SAM, 
SLT-A37M с  зум-телеобъективом DT 18-135 мм f/3,5-5,6 SAM, 
и SLT-А37Y с объективами DT18-55мм f/3,5-5,6 SAM и DT 55-200 мм f/4-5,6 SAM.
В комплект поставки, помимо фотоаппарата и объектива, входят:
- Литий-ионный аккумулятор NP-FW50
- Зарядное устройство BC-VW1
- Шейный ремень
- USB-кабель
- Заглушка байонета
- CD-ROM